# Личности (Сан Франциско)
Това е списък на известни личности свързани със Сан Франциско.

## Родени

### 1801–1950
- Робърт Фрост (1874–1963) – поет
- Беатрис Хинкъл (1874–1953) – писателка
- Джек Лондон (1876–1916) – писател
- Айседора Дънкан (1877–1927) – танцьорка
- Алберт Сониксен (1878–1931) – журналист
- Руб Голдбърг (1883–1970) – карикатурист, скулптор, инженер и изобретател
- Ървинг Стоун (1903–1989) – сценарист и писател
- Мел Бланк (1908–1989) – озвучаващ актьор и комедиант
- Луис Алварес (1911–1988) – физик, изобретател и носител на Нобелова награда за физика за 1968 година
- Джак Ванс (1916–2013) – писател
- Робърт Макнамара (1916–2009) – министър на отбраната
- Оуен Чембърлейн (1920–2006) – физик, носител на Нобелова награда за физика за 1959 година
- Пол Дезмънд (1924–1977) – алто саксофонист и композитор
- Клифърд Гиърц (1926–2006) – антрополог и социолог
- Уолтър Тевис (1928–1984) – писател на бестселъри в жанра драма и научна фантастика
- Клинт Истууд (р. 1930 г.) – актьор, режисьор
- Джон Йънг (1930–2018) – астронавт
- Джери Браун (р. 1938 г.) – губернатор на щата Калифорния
- Натали Ууд (1938–1981) – актриса
- Брус Лий (1940–1973) – актьор, майстор на бойните изкуства
- Кейт Улф (1942–1986) – певица и текстописец
- Дани Глоувър (р. 1946 г.) – актьор и режисьор
- Стив Мартини (р. 1946 г.) – писател
- О Джей Симпсън (р. 1947 г.) – играч по американски футбол

### 1951 – 2000
- Кари Байрън (р. 1974 г.) – художничка и телевизионна водеща
- Бенджамин Брат (р. 1963 г.) – актьор
- Джули Кейтлин Браун (р. 1961 г.) – телевизионна и театрална актриса
- Стив Джобс (1955 – 2011) – предприемач и изобретател
- Ванеса Дифенбо (р. 1978 г.) – писателка
- Дейзи Дукати (р. 1989) – порнографска актриса и еротичен модел
- Алаура Еден (р. 1977 г.) – порнографска актриса
- Йокозуна (1966 – 2000) – кечист
- Тъкър Карлсън (р. 1969 г.) – журналист
- Джейсън Кид (р. 1973 г.) – баскетболист от НБА
- Крейшаун (р. 1989) – рапърка
- Дарън Крис (р. 1987) – актьор, композитор и писател
- Кортни Лав (р. 1964 г.) – музикантка, вдовицата на Кърт Кобейн от Нирвана
- Реми Лакроа (р. 1988) – порнографска актриса
- Дерек Лам (р. 1966 г.) – моден дизайнер
- Моника Люински (р. 1973 г.) – известна със скандала, породен от разкриване на сексуалната ѝ авантюра с президента Бил Клинтън
- Лесли Ман (р. 1972 г.) – актриса
- Ив Мейфеър (р. 1980) – порнографска актриса
- Дейвид Милър (р. 1958 г.) – канадски политик
- Гавин Нюсъм (р. 1967 г.) – настоящ кмет на Сан Франциско
- Грег Рука (р. 1969 г.) – сценарист
- Алисия Силвърстоун (р. 1976 г.) – актриса, продуцент, автор и активист
- Маккензи Скот (р. 1970), милиардерка
- Джоузеф Стейтън (р. 1972 г.) – писател на бестселъри в жанра научна фантастика, сценарист и режисьор на видео игри
- Айсис Тейлър (р. 1989) – порнографска актриса
- Али Уонг (р. 1982) – актриса
- Тара Лин Фокс (р. 1990) – порнографска актриса
- Кърк Хамет (р. 1962 г.) – музикант, соло-китарист на Металика
- Джош Хартнет (р. 1978 г.) – актьор и продуцент
- Даниъл Хандлър (р. 1970) – писател
- Стефани Хуанг (р. 1989) – певица и танцьорка
- Джесика Чонг (р. 1989) – певица
- Роб Шнайдер (р. 1963 г.) – актьор, комик, сценарист и режисьор
- Лийв Шрайбър (р. 1967 г.) – актьор

## Починали
- Уорън Хардинг - 29-ия президент на САЩ, р. 2 ноември 1865 в Блуминг Гроув, Охайо, починал 2 август 1923
- Стийв Джобс - водеща фигура в компютърното производство и главен изпълнителен директор на Апъл, р. 24 февруари 1955, починал 5 октомври 2011

## Други
Някои други личности свързани със Сан Франциско:
- Даниел Стийл, писателка, живее в Сан Франциско
- Джело Биафра - пънк рок музикант, бивш вокал на Дед Кенедис.
- Джордж Лукас - режисьор, продуцент и сценарист прославил се с Междузвездни войни, р. 14 май 1944 г.
- Марк Твен - писател, хуморист (30 ноември 1835- 21 април 1910)
- Мая Ангелу - поетеса, писателка, актриса и общественичка, живее в Сан Франциско
- Оскар Уайлд - драматург, романист и поет (16 октомври 1854 - 30 ноември 1900)
- Франсис Форд Копола - режисьор, р. 7 април 1939 в Детройт, Мичиган